# دشمن (فیلم سوئدی ۲۰۲۳)
دشمن یا حریف (سوئدی: Motståndaren) یک فیلم درام سوئدی-نروژی محصول سال ۲۰۲۳ به نویسندگی و کارگردانی میلاد عالمی است. در این فیلم، پیمان معادی، نقش ایمان را، مردی ایرانی که به همراه همسرش مریم (مارال نصیری) و دخترانشان عسل (نیکول مهربد) و سحر (دیانا فرزامی) به عنوان پناهنده به سوئد مهاجرت کرده است، بازی می‌کند. او در ایران قبل از اینکه مجبور به فرار از کشور شود، یک کشتی‌گیر بوده است و تلاش می‌کند تا به عضویت تیم ملی کشتی سوئد دربیاید تا پاسخ به وضعیت پناهندگی‌اش تسریع شود. در انتهای فیلم مشخص می‌شود که دلیل فرار او آن بوده که یکی از هم‌تیمی‌های سابقش او را به عنوان یک همجنس‌گرا لو داده که در جمهوری اسلامی ایران، مجازات اعدام را در پی دارد.
از بازیگران دیگر فیلم می‌توان به بیورن الگرد، امیرعلی آبانزاد، احمد عبداللهی، رابین اهلکویست، لیلا آکسوی، آنتون اندرسون، ویلیام آرویدسون، هلیا بیک زاده، آنتون کارلسون، اردلان اسماعیلی، دیانا فرزامی، سوین فیدان، آنتون یالنسکوگ، یاناتان یدنل و ماکس کارلسون اشاره کرد.
این فیلم به عنوان نامزد سوئدی برای بهترین فیلم بلند بین‌المللی در نود و ششمین دوره جوایز اسکار انتخاب شد.

## توزیع
گزیده‌ای از این فیلم به عنوان یک اثر در دست اجرا در جشنواره لس آرکز ۲۰۲۱ به نمایش درآمد و در آنجا برنده جایزه تیترا فیلم شد.
این فیلم برای اولین بار در هفتاد و سومین جشنواره بین‌المللی فیلم برلین در فوریه ۲۰۲۳ و بعداً در جشنواره فیلم و ویدیوی اینسایت اوت، جشنواره بین‌المللی فیلم سیاتل، و پنجاه و هفتمین جشنواره بین‌المللی فیلم کارلووی واری به نمایش درآمد.
مارال نصیری، در سیاتل، جایزه ویژه هیئت داوران را برای ایفای نقش خود دریافت کرد.